# Nil Błękitny
Nil Błękitny (arab. ‏‏النيل الأزرق‎ trb. An-Nil al-azrk trl. ān-nīl āl-’āzrq‎) – rzeka w Afryce, najdłuższy i najbardziej zasobny w wodę dopływ Nilu. Wypływa z jeziora Tana w Etiopii, w pobliżu którego tworzy wodospad Tys Ysat.
Płynie na długości 1780 km do Chartumu w Sudanie, gdzie uchodzi do Nilu Białego, po drodze przyjmuje swój największy dopływ Dindar, ponad 70% wód dostarczanych przez dopływy Nilu pochodzi właśnie z Nilu Błękitnego.

## Zapora
Na Nilu Błękitnym budowana jest elektrownia wodna pod nazwą Wielka Tama Etiopskiego Odrodzenia (ang. Grand Ethiopian Renaissance Dam, w skrócie GERD). Tama jest zaporą grawitacyjną i budowana jest od roku 2011. Znajduje się w regionie Benishangul-Gumuz w Etiopii 11°12′55″N 35°05′35″E, około 15 km na wschód od granicy z Sudanem. Po ukończeniu będzie największą hydroelektrownią w Afryce (o mocy 6450 MW), a także siódmą co do wielkości na świecie. Po ukończeniu zbiornik wypełni się wodą w ciągu 5 do 15 lat.

Zdjęcia – Błękitny Nil
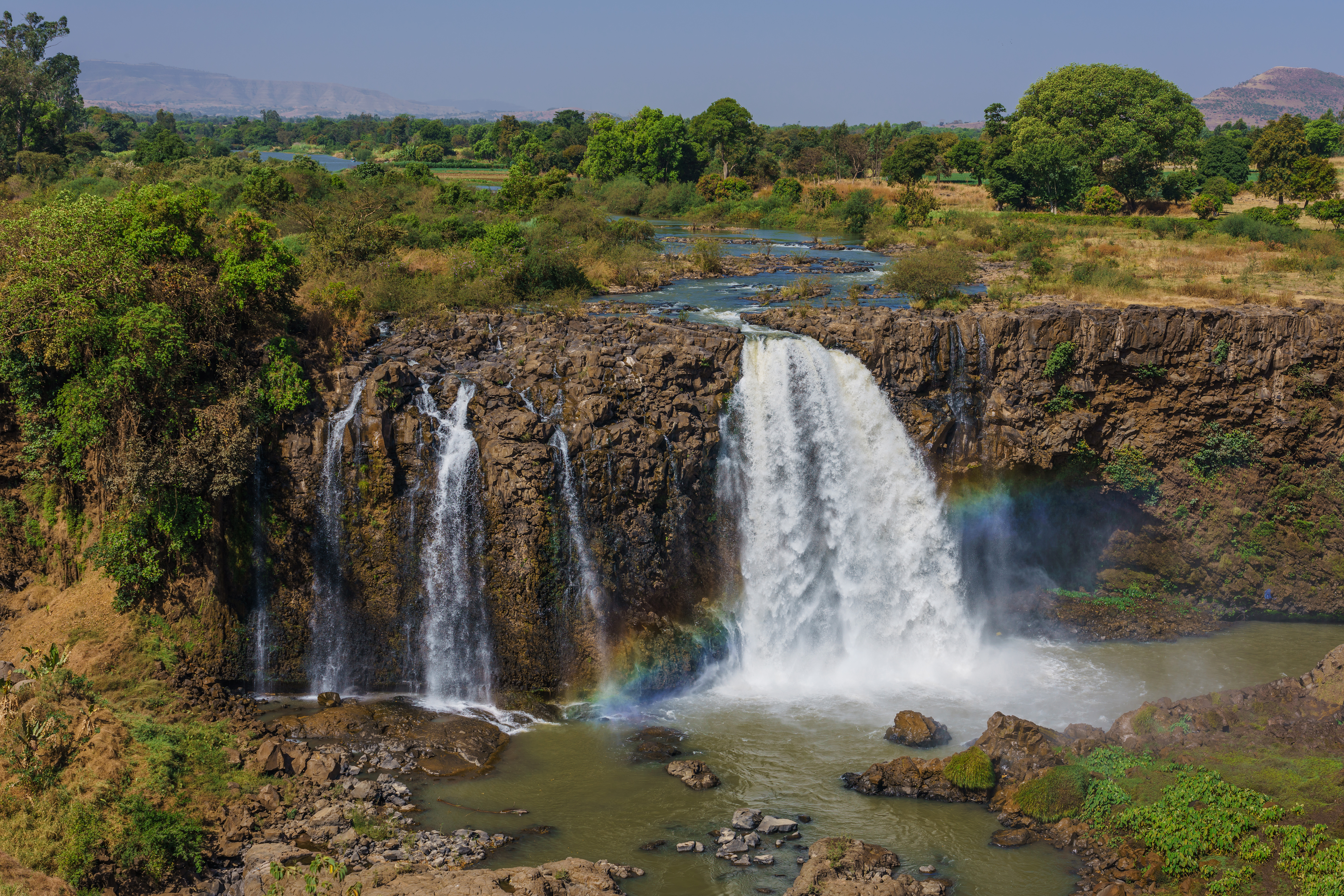
Wodospad Tys Ysat
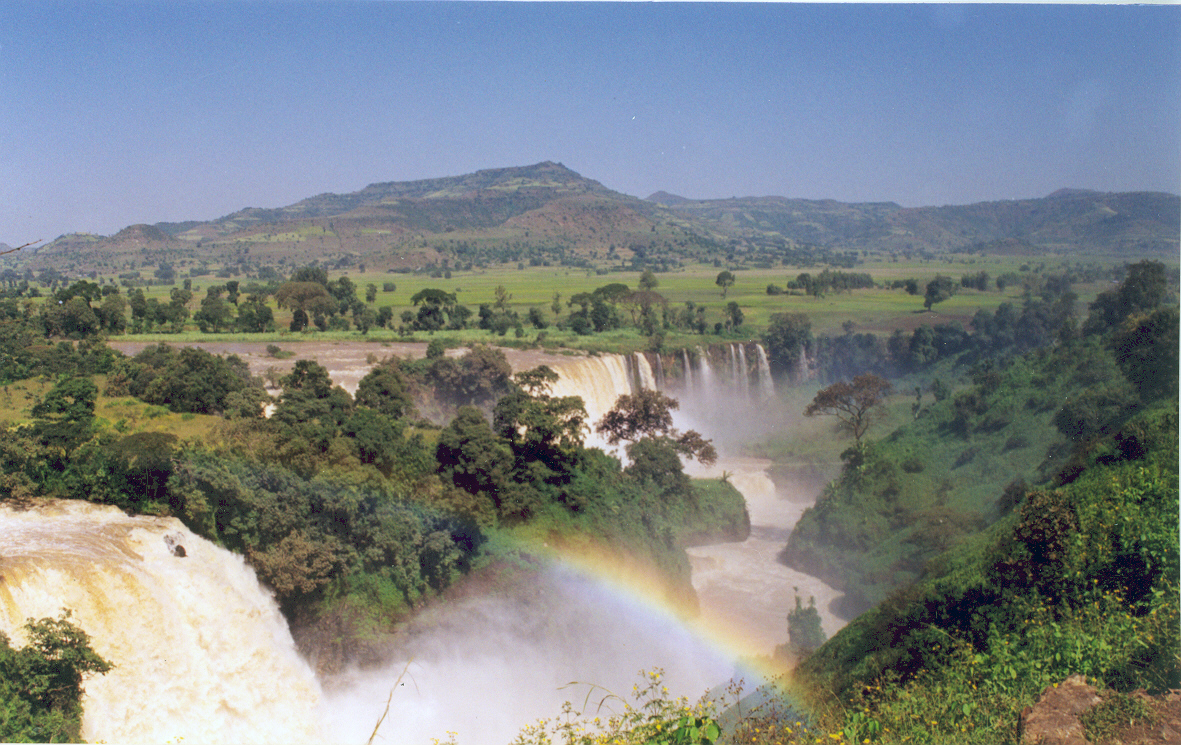
Wodospad Tys Ysat
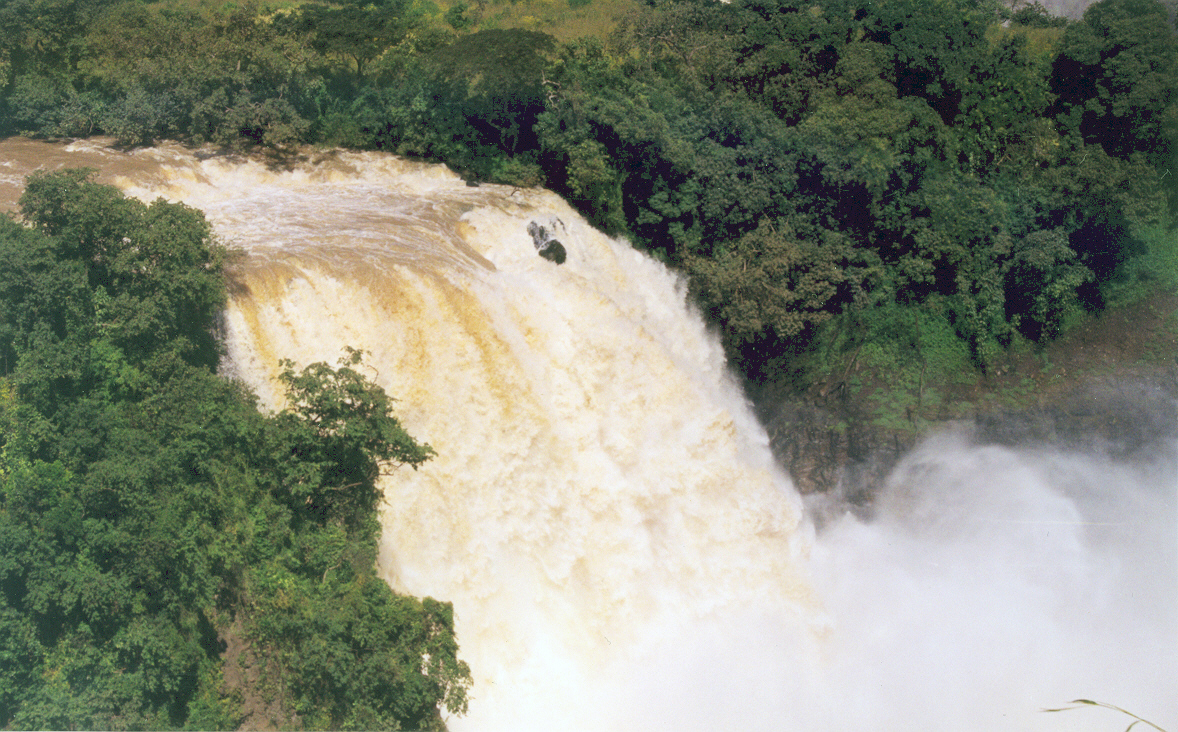
Wodospad Tys Ysat
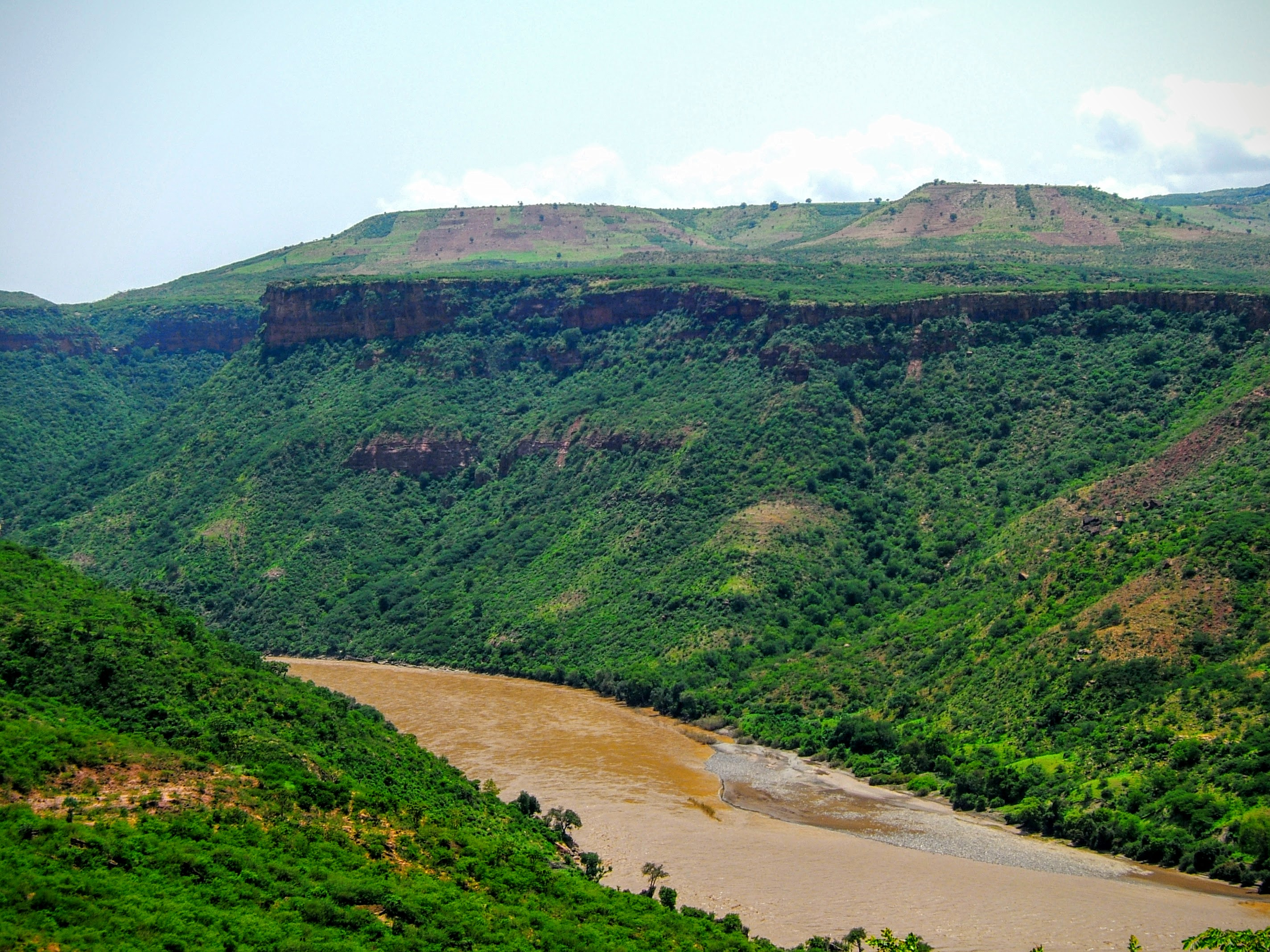
Nil Błękitny w pobliżu Bahyr Daru
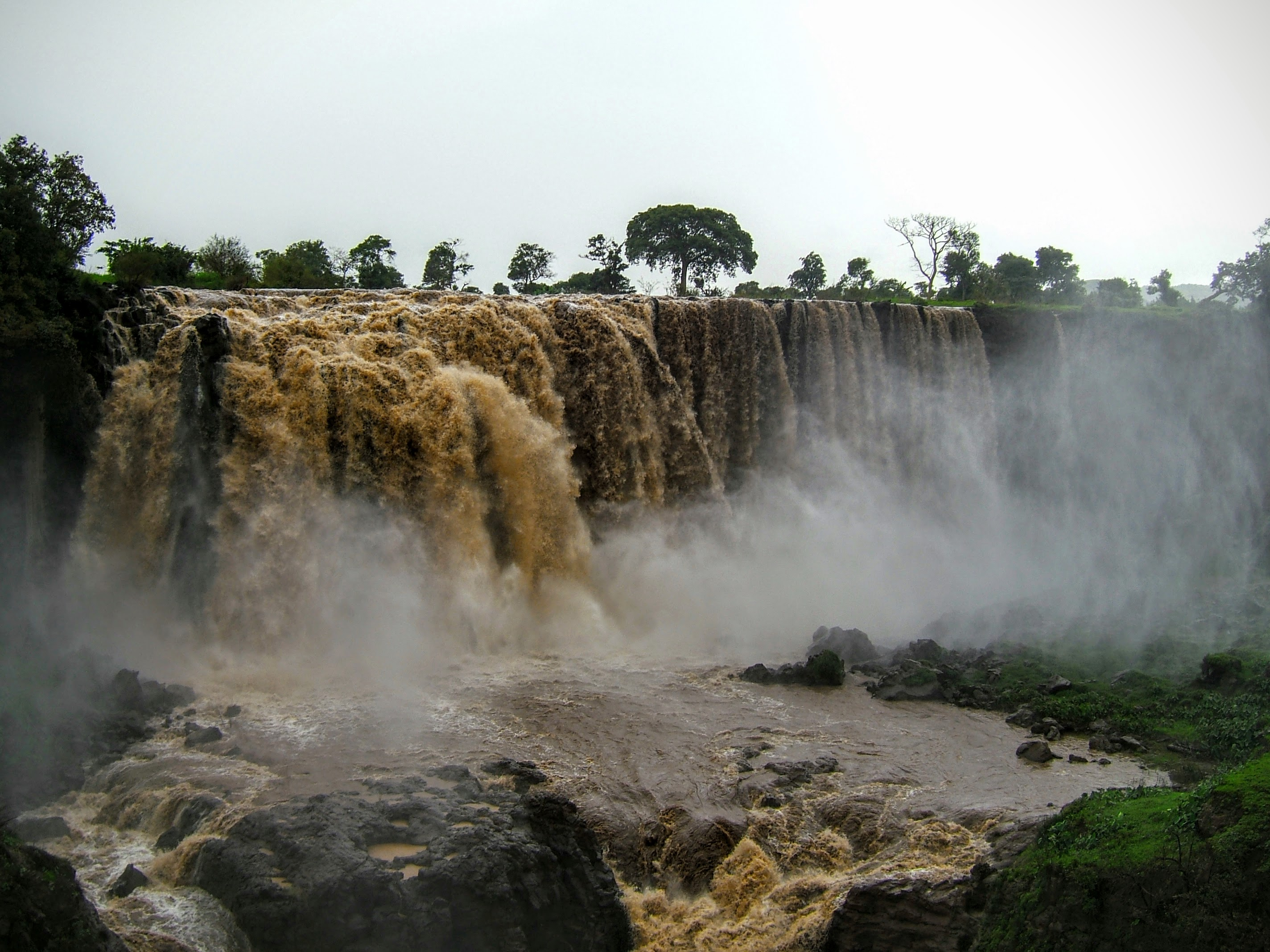
Wodospad Tys Ysat